# Macrobrachium borellii
El camarón de río (Macrobrachium borellii) es una especie de crustáceo decápodo paleomónido integrante del género Macrobrachium. Habita en ambientes de agua dulce en el centro de América del Sur.

## Distribución y hábitat
Este camarón habita en arroyos, ríos y lagunas de agua dulce. Se distribuye desde el sur del Brasil, en el oeste y sur del estado de Río Grande del Sur, en el oeste del Uruguay, en el Paraguay, y en el norte, centro y este de la Argentina, llegando por el sur hasta las provincias de San Luis y Buenos Aires (en el nordeste de la misma).

## Características y costumbres
Es una especie de tamaño mediano a pequeño, los machos miden en promedio 61 mm (algunos alcanzan los 100 mm de longitud) y las hembras con huevos miden de 32 hasta 55 mm de largo. Este camarón posee un estómago sencillo, el que se compone de una cámara cardíaca y otra denominada pilórica, la cual exhibe paredes delgadas que conforman un bolso con numerosos repliegues. A diferencia de otros camarones, esta especie no presenta estructuras calcáreas o quitinosas.
Puede producir varias puestas por año. Produce huevos grandes y en poca cantidad (promedio de 53), siempre en ambientes dulceacuícolas. De los huevos eclosionan ejemplares que muestran características similares al adulto, aunque de tamaño pequeño.

## Taxonomía
Esta especie fue descrita originalmente en el año 1896 por el zoólogo italiano Giuseppe Nobili, bajo el nombre científico de Palaemon borellii.
Localidad tipo
La localidad tipo es: provincias de San Luis y de Jujuy (río San Lorenzo), Argentina.